# Habileté de construction visuo-spatiale
L'habileté de construction visuo-spatiale ou visuoconstruction désigne l’ensemble des processus du cerveau qui permettent d'analyser, de comprendre et de se représenter l’espace (l'environnement) en deux ou trois dimensions. Parmi les processus nécessaires pour y arriver, on note l'imagerie et la navigation mentale, l'évaluation des distances et de la profondeur ainsi que la construction visuo-spatiale.

## Processus
Plus spécifiquement, le processus de construction visuo-spatiale ou la visuo-construction réfère à la capacité à organiser des parties afin de produire une forme. Ceci permettrait donc de reproduire des dessins, de bâtir des objets ou des formes à partir de composantes.
Dans la littérature, il est constaté que le terme « habiletés de construction visuo-spatiale » est rarement cité spécifiquement. La majorité des auteurs parlent davantage de déclinaisons et de termes plus généraux (« la visuo-construction » ou « les habiletés visuo-spatiales »). Néanmoins, ce qui en ressort est que les habiletés de construction visuo-spatiale s'inscrivent dans la grande catégorie des habiletés visuo-spatiales. Il est donc important de définir ce qui est plus général avant d'en arriver au plus spécifique.

## Activités faisant intervenir les habiletés de construction visuo-spatiale
Les habiletés de construction visuo-spatiale peuvent être observées au quotidien. Plus spécifiquement, chez l’enfant, ces habiletés sont nécessaires entre autres lors de la réalisation d’activités graphiques (ex : dessin et écriture), de la construction à l’aide de blocs et de la réalisation de casse-tête. De plus, il est bon de noter que ces habiletés suivent une séquence de développement influencée par la maturation neurologique et sujette à des différences individuelles.

## Rôle du psychomotricien, de l'ergothérapeute ou de l'orthoptiste
Il est important de comprendre que des difficultés dans l’acquisition des habiletés de construction visuo-spatiale peuvent occasionner à l’enfant diverses perturbations lors de ses occupations principales, soit durant sa scolarité, soit lors des jeux et loisirs. Ainsi, les troubles de construction visuo-spatiale sont susceptibles d’affecter le rendement et la participation de l’enfant dans ses occupations.
Par les fondements de chaque profession, ergothérapeute, orthoptiste et psychomotricien sont des acteurs amenés à intervenir auprès de ce type de patientèle[réf. souhaitée]. L'orthoptiste, spécialiste des troubles de la vision binoculaire, sera le rééducateur privilégié[réf. nécessaire] pour dépister et rééduquer les patients présentant de troubles visuo-spatiaux.